# Jean Hory
Jean Hory ou Jehan Hory, dit le Chancelier Hory, né en 1573 à Neuchâtel et mort en août 1656 à Combe-Varin  est un notable neuchâtelois. 
Il est l'initiateur du projet de nouvelle ville d'Henripolis et le rédacteur du coutumier Hory.

## Biographie
Fils de Daniel Hory, Jean étudie à Bâle (1592-1593), puis à l'académie de Lausanne. Il est le neveu du poète Blaise Hory.
Hory assiste dès 1595 au séance du Conseil d'État. En 1601, il reprend la charge de son père en tant secrétaire, sous sa surveillance. Receveur des Quatre-Maries, il est reçu conseiller d'État en 1611.
En 1626 il est destitué de toutes ses charges et en 1634 il est accusé d'être le père de l'enfant de sa servante. Son épouse Madeleine (né Fornachon) est condamnée à mort en 1640 pour complicité de sorcellerie. Hory est exilé, il ne reviendra à Neuchâtel qu'après 12 ans après qu'une grâce l'y autorise. Il est toutefois assigné à résidence dans sa métairie de Combe-Varin.